# Joppa fumibasis
Joppa fumibasis là một loài tò vò trong họ Ichneumonidae.